# Pardon (magazine)
Pardon est un journal satirique allemand (ouest) publié de 1962 à 1982. Son logo, un dessin de F. K. Waechter, est un diable qui salue de son chapeau melon.

## Histoire

### Le journal le plus satirique de son temps
Pardon traite de la politique par l'humour, l'information par la satire et la philosophie par le dessin. La plupart des auteurs sont inconnus et font leurs premières publications : Robert Gernhardt, F. W. Bernstein, Kurt Halbritter (de), Hans Traxler, F. K. Waechter, Walter Hanel (de), Stano Kochan, Chlodwig Poth. Puis viennent les premiers grands reportages d'Alice Schwarzer, Günter Wallraff et Gerhard Kromschröder (de), les chroniques de Freimut Duve, Robert Jungk ou Hagen Rudolph. Wilhelm Genazino fait partie de la rédaction.
Avec un tirage jusqu'à 320 000 exemplaires et un million et demi de lecteurs, Pardon est le plus grand journal satirique européen. Après un numéro zéro en 1961 et un autre interne, le premier numéro de Pardon est édité par Hans A. Nikel (de) et Erich Bärmeier le 27 août 1962. Nikel convainc Erich Kästner de le financer, ainsi que Loriot qui conçoit la première page de garde, Werner Finck, Hans Magnus Enzensberger, Martin Walser, Günter Grass qui apportent leurs contributions. Erich Bärmeier est responsable de la publication et de la distribution, rédacteur en chef, Hans A. Nikel développe le concept et les thèmes.
Pardon connaît tout de suite le succès et le scandale, en particulier avec les hommes politiques de droite que le journal attaque. Il y a aussi des analyses, des actions et des attaques satiriques contre Der Spiegel, Stern, Frankfurter Rundschau et surtout Bild.
Ainsi, en automne 1963, un buste de Günter Grass est installé au Walhalla. Après que le Frankfurter Rundschau publie un rapport sur « une scandaleuse LSD-Party » financé par le rédacteur en chef de ce journal, les membres de Pardon reconstituent l'orgie que le Frankfurter Rundschau prend pour une récidive. Une autre action est l'envoi d'un manuscrit reprenant huit pages de L'Homme sans qualités de Robert Musil pour une demande de publication auprès de trente éditeurs qui le refusent tous.
En raison de ses actions, le journal est souvent poursuivi en justice, dont 18 fois par Franz Josef Strauß qui perd à chaque fois.
En 1971, Erich Bärmeier s'en va, Hans A. Nikel dirige maintenant seul. Des tensions se créent au sein de la rédaction à propos de l'orientation favorable au mouvement New Age et à Maharishi Mahesh Yogi puis quand le journal s'intéresse moins à l'actualité qu'au cinéma, à la musique et aux voyages.
Certains membres comme Gernhardt, Bernstein et Waechter démissionnent et créent en 1979 leur propre journal, Titanic.
Nikel recrute de nouveaux auteurs : Elke Heidenreich, Peter Härtling, Paul Badde (de), Matthias Horx (de), Albert Sellner. On publie les caricatures de Freimut Wössner (de), Manfred Limmroth, Gerhard Seyfried, Bernd Pfarr, Erich Rauschenbach (de), Volker Reiche. Brösel, le « soussigné anarchiste », commence à faire apparaître l'univers de Werner dans une chronique mensuelle. Tomas Bunk travaillera avec Art Spiegelman et pour Mad. Dans le même temps, le journal reprend beaucoup de créations du journal français Charlie Hebdo.
Nikel cesse son activité éditoriale fin 1980 et revend Pardon à Hermann L. Gremliza (de), l'éditeur de Konkret. Le nouveau rédacteur en chef est Henning Venske (de). Le magazine prend un format de journal. Pardon cesse sa publication en 1982.

### Seconde publication sous le même nom (2004-2007)
En avril 2004, le satiriste Bernd Zeller (de) publie un journal après avoir repris la marque à Nikel. Ce premier numéro est composé de textes de Götz Alsmann, Roger Willemsen, Doris Dörrie et Wiglaf Droste (de). L'éditorial est la lettre du refus à participer de Harald Schmidt. Le nouveau Pardon se compose de caricatures et de chroniques. Après le succès du premier numéro (47 000 exemplaires vendus pour un tirage de 97 000), le nombre d'exemplaires vendus au troisième numéro chute fortement à 12 000. On reproche à Zeller sa mauvaise gestion économique et éditoriale. Au printemps 2005 et en août 2006, le journal change d'éditeur. En septembre 2007, il n'y a plus que mille abonnés, l'édition sur Internet change de nom et devient Darvins Illustrierte.

### La troisième génération (depuis 2012)
Le 6 décembre 2012, Wolfram Weimer (de), ancien rédacteur en chef de Focus, publie une réédition unique. Peter Böhling (de) et Daniel Häuser sont les rédacteurs en chef de ce numéro qui se vend à 70 000 exemplaires. Les auteurs sont Hellmuth Karasek, Dieter Nuhr et Eckart von Hirschhausen. Des textes de Loriot et Heinrich Böll sont repris.
Weimer n'exclut pas de publier un autre numéro.

## Source, notes et références
1. ↑  http://www.dw.de/spa%C3%9Fguerrilla-mit-spitzer-feder-die-satire-zeitschrift-pardon/a-4250222-1 Spaßguerrilla mit spitzer Feder - Die Satire-Zeitschrift "pardon"
2. 1 2  Der Teufel grüßt nicht mehr, article de Michael Marek in Das Parlament, Ausgabe 43/2007
3. ↑  Flug zum Ich, Titre et articles de novembre 1977
4. ↑  SZ: Christian Fuchs zum Neustart von Pardon, 29 mars 2004
5. ↑  Focus: „Pardon“. Satiremagazin eingestellt, 2 septembre 2007.
6. ↑  « "Pardon nimmt sich Typen vor, mit denen man nicht rechnet" », sur wuv.de, Werben & Verkaufen, 3 décembre 2012 (consulté le 14 août 2020).

- (de) Cet article est partiellement ou en totalité issu de l’article de Wikipédia en allemand intitulé « pardon (Zeitschrift) » (voir la liste des auteurs).